# 克里斯托夫·約瑟夫·馬里·達比雷
克里斯托夫·約瑟夫·馬里·達比雷（法語：Christophe Joseph Marie Dabiré；1948年8月27日—）為布基納法索政治人物。保羅·卡巴·鐵巴及其內閣辭職後獲總統羅克·馬克·克里斯蒂安·卡波雷任命為布基纳法索总理。達比雷曾經擔任西非国家经济共同体的布基納法索代表，1994年至1996年期間在前總統布莱斯·孔波雷和前總理卡波雷時期擔任部長。2021年12月8日，卡博雷解除了達比雷的職務。

## 职业生涯
1984年至1988年期間，達比雷擔任托马斯·桑卡拉任內經濟及規劃局轄下研究和項目主任。其後轉任局內的合作總幹事，擔任此職直至1992年。
1992年，達比雷轉任衛生部部長，1997年轉任中高等教育、科研和創新部部長，2000年離職。達比雷為民主與進步大會的成員，也擔任国民议会議員，2002年連任，直至2007年因任期屆滿而離開國會。
2019年1月21日，達比雷獲總統任命為新總理，三日後宣誓就職。2021年12月8日，卡博雷解除了達比雷的職務。